# Ciclopentadienuro de sodio
El ciclopentadienuro de sodio es un compuesto organosódico con la fórmula C5H5Na. El compuesto a menudo se abrevia como NaCp, donde Cp− es el anión ciclopentadienuro. El ciclopentadienuro de sodio es un sólido incoloro, aunque las muestras a menudo son rosáceas debido a las trazas de impurezas de óxidos.

## Preparación
El ciclopentadienuro de sodio está disponible comercialmente como una disolución en THF. Se prepara tratando el ciclopentadieno con sodio o con hidruro de sodio:
{\displaystyle \mathrm {2\ C_{5}H_{6}\ +\ 2\ Na\ \longrightarrow \ 2\ NaC_{5}H_{5}+\ H_{2}} }
{\displaystyle \mathrm {C_{5}H_{6}+NaH\longrightarrow NaC_{5}H_{5}+H_{2}} }

## Aplicaciones
El ciclopentadienuro de sodio es un reactivo común para la preparación de sales de ciclopentadienilo sustituidas, como el éster y los compuestos de formilo NaC5H4X (X=CO2Me, CHO...):
{\displaystyle \mathrm {NaC_{5}H_{5}\ +\ HCO_{2}R\ \longrightarrow \ NaC_{5}H_{4}CHO+\ ROH} }
El ciclopentadienuro de sodio es un reactivo común para la preparación de metalocenos. Por ejemplo, la preparación de ferroceno y dicloruro de zirconoceno:
{\displaystyle \mathrm {2\ NaC_{5}H_{5}\ +\ FeCl_{2}\ \longrightarrow \ Fe(C_{5}H_{5})_{2}+\ 2\ NaCl} }
{\displaystyle \mathrm {2\ NaC_{5}H_{5}\ +\ ZrCl_{4}(THF)_{2}\ \longrightarrow \ (C_{5}H_{5})_{2}ZrCl_{2}+\ 2\ NaCl+\ 2\ THF} }